# Памятник Суворову (Москва)
Памятник Суворову — скульптура в честь великого русского полководца, генералиссимуса Александра Суворова на одноимённой площади в Москве.
В 1977 году Советом министров СССР было принято решение о сооружении памятника Суворову в Москве. К 250-летию полководца в 1980 году был проведён конкурс на лучший проект, который выиграли скульптор Комов и архитектор Нестеров. Торжественное открытие памятника прошло 17 февраля 1982 года на площади Коммуны (с 1992 года — Суворовская площадь).
Авторы скульптуры в своём проекте отошли от героико-эпического образа «великого полководца», переданного знаменитым памятником Суворову работы Козловского в Санкт-Петербурге. Комов остановился на реалистичной передаче образа Суворова, отталкиваясь от воспоминаний современников о фельдмаршале. Достаточно точно была передана живая натура Суворова. Также Комов обратил внимание на мелкие детали: его скульптура «носит» лишь один орден Святой Анны, единственный, который носил полководец в реальной жизни.
Памятник Суворова находится в Москве на Суворовской площади у Театра Российской армии, где во времена Суворова находился инвалидный дом для военных ветеранов. В январе 2021 года памятник был открыт после реставрации — монумент очистили от загрязнений и привели в порядок постамент.